# Imogene Robinson Morrell
Imogene Robinson, de casada Imogene Robinson Morrell (Attleboro, 1828 – Washington D. C., 21 de noviembre de 1908) fue una pintora de retratos y pintura histórica estadounidense, que fue reconocida con varias medallas y diplomas.

## Biografía
Nacida en Attleboro, Massachusetts, Imogene Robinson era hija de Otis y Sarah Dean (Raymond) Robinson. Estudió arte en Newark, Nueva Jersey y la ciudad de Nueva York y luego enseñó arte en las ciudades de Charlestown y Auburndale en Massachusetts. En la década de 1850 enseñó en la Escuela de Diseño de Worcester, Massachusetts con su amiga y artista Elizabeth Gardner.
En 1856 se fue a Europa, donde estudió arte en Düsseldorf (con Adolf Schroedter y Wilhelm Camphausen) y París. En 1869 se casó con el coronel Abram Morrell pero continuó viviendo con Gardner. En 1879 quedó viuda. En 1876 se mudó a Washington D. C. Era un miembro muy activa de la comunidad artística. Mientras estuvo en Washington D. C. fue miembro fundadora de la Academia Nacional de Bellas Artes. Fue su directora durante los siguientes diez años.

## Carrera profesional

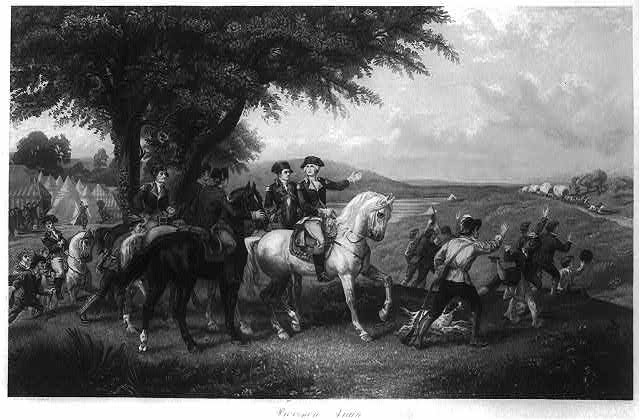
Washington welcoming the provision trains, c 1877

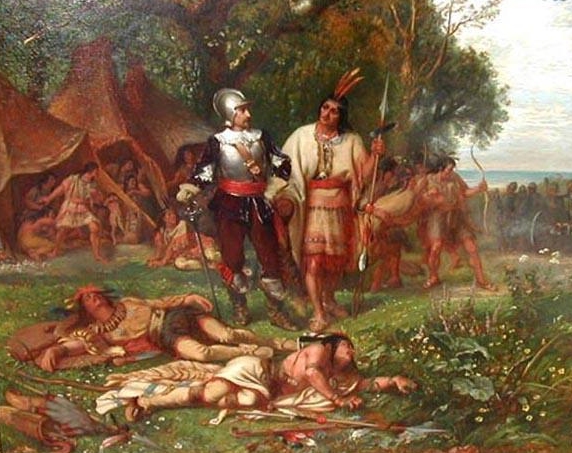
First Battle of the Puritans, 1874

Imogene Robinson Morrell fue una pintora de historia. Sus pinturas eran patrióticas y contenían imágenes de personajes históricos, a menudo con caballos. Dos de sus pinturas más elogiadas,Washington Welcoming the Provision Trains y First Battle of the Puritans, se exhibieron en 1876 en la Academia Nacional de Diseño de la ciudad de Nueva York. Pintó retratos de varios personajes famosos, como por ejemplo el general John Adams Dix, John Candield Spencer, Howell Cobb, Frances Cleveland, Collis Potter Huntington, WW Corcoran y del presidente de los EE. UU. James A. Garfield. Su retrato del general John A. Dix está colgado en el edificio del Capitolio de los Estados Unidos.
En 1876, The Boston Journal decía de sus pinturas: "Se habla de ellas en términos de la más alta admiración por parte de artistas y críticos de arte, tanto nacionales como extranjeros. Son el resultado de largos años de estudio y trabajo, bajo los primeros maestros en Francia y Alemania, y muestran un gran genio, inspirado por el entusiasmo patriótico... La composición es estrictamente original en todos sus detalles: cada figura y cada animal es pintado a partir de un modelo vivo, siguiendo las más estrictas reglas del arte genuino". Ese mismo año, laThe Century Magazine escribió: "Las pinturas de la Sra. Morrell tienen grandes y positivos méritos. Deberían ser admirados por cualquier artista. Parece un poco lamentable decir que son maravillosos para una mujer. Digamos más bien que son obras ejecutadas con honestidad y fidelidad; que no están por encima de la crítica y que le dan crédito al arte estadounidense".

## Últimos años
En 1896, más de 200 de sus pinturas de un almacén de Washington D. C. fueron destruidas por un incendio, dejándola desamparada. Después del incendio recibió el apoyo de su amiga, Elizabeth Gardner Bougereau. Morrell murió en Washington D. C. en 1908.